# ウェス・バンクストン
ウェスレー・ウェイド・バンクストン（Wesley Wade "Wes" Bankston , 1983年11月23日 - ）は、アメリカ合衆国のテキサス州出身のプロ野球選手（内野手）。

## 経歴

### デビルレイズ傘下時代
2002年のMLBドラフトで、タンパベイ・デビルレイズから4巡目（全体104位）指名を受け、6月17日に入団。傘下のマイナーチームでプレーし、2006年はAAAで打率.297、5本塁打、29打点を記録した。2007年には開幕40人ロースター入りを果たしたが、出場機会は無かった。

### アスレチックス時代
2007年9月21日にウェーバーでカンザスシティ・ロイヤルズへ移籍。11月28日に再びウェーバーでオークランド・アスレチックスに移籍した。
2008年7月2日にメジャー初昇格を果たし、同日メジャーデビュー。メジャー初本塁打も記録する。10月1日にFAとなった。

### レッズ傘下時代
2008年12月18日にシンシナティ・レッズと契約。
2009年11月9日にFAとなった。
2010年2月24日にテキサス・レンジャーズとマイナー契約を結んだ。傘下のマイナーチームでプレーしたが、メジャー昇格には至らなかった。6月23日に放出された。

### 米独立リーグ・メキシカンリーグ時代
2011年は、独立リーグであるアトランティックリーグのブリッジポート・ブルーフィッシュでプレーした。
2012年2月7日から、横浜DeNAベイスターズの入団テストを受けたが、不合格となった。その後メキシカンリーグのカンペチェ・パイレーツと契約。
2013年6月13日にオアハカ・ウォーリアーズへ移籍した。

## 詳細情報

### 年度別打撃成績
| 年 度    | 球 団    | 試 合 | 打 席 | 打 数 | 得 点 | 安 打 | 二 塁 打 | 三 塁 打 | 本 塁 打 | 塁 打 | 打 点 | 盗 塁 | 盗 塁 死 | 犠 打 | 犠 飛 | 四 球 | 敬 遠 | 死 球 | 三 振 | 併 殺 打 | 打 率 | 出 塁 率 | 長 打 率 | O P S |
| -------- | -------- | ----- | ----- | ----- | ----- | ----- | -------- | -------- | -------- | ----- | ----- | ----- | -------- | ----- | ----- | ----- | ----- | ----- | ----- | -------- | ----- | -------- | -------- | ----- |
| 2008     | OAK      | 17    | 63    | 59    | 4     | 12    | 3        | 0        | 1        | 18    | 4     | 0     | 0        | 0     | 1     | 2     | 0     | 1     | 15    | 0        | .203  | .238     | .305     | .543  |
| MLB：1年 | MLB：1年 | 17    | 63    | 59    | 4     | 12    | 3        | 0        | 1        | 18    | 4     | 0     | 0        | 0     | 1     | 2     | 0     | 1     | 15    | 0        | .203  | .238     | .305     | .543  |

### 背番号
- 18 （2008年）
- 45 （2008年）